# هکتیویسم
رخنه‌کنشگری یا هَکتیویسم (به انگلیسی: hacktivism) به استفاده از رایانه و تکنیک‌های رایانه‌ای (مانند هک) در جهت اعتراض و پیش بردن مقاصد سیاسی و اجتماعی گفته می‌شود. این واژه در سال ۱۹۹۶ توسط یکی از اعضای گروه هکری «مکتب گاو مرده» به نام «اُمگا» ابداع شده است. اهداف هکتیویسم اغلب به آزادی بیان، حقوق بشر یا جنبش‌های آزادی اطلاعات مربوط است.

## خاستگاه و تعاریف
در سال ۱۹۹۵ اولین بار «جیسون ساک» در مقاله‌ای در توصیف فیلم Fresh Kill اثر «شو لیا چینگ» از واژه هکتیویسم استفاده کرد. با این حال، این اصطلاح اغلب به عضو گروه گاو مرده (cDc) به نام «اُمگا» (Omega) نسبت داده می‌شود که در سال ۱۹۹۶ از آن در یک ایمیل استفاده کرده است.
چنانچه هک را آنگونه که تصور می‌شود «رخنهٔ غیرقانونی در رایانه‌ها» تعریف کنیم، هکتیویسم را می‌شود «استفاده قانونی یا غیرقانونی از ابزارهای دیجیتال برای رسیدن به مقاصد سیاسی و اجتماعی» دانست. رخنه‌کنشگرها یا هکتیویست‌ها، هکرهایی هستند که در جهت ترویج و تبلیغ عقایدشان یا رسیدن به مقاصد سیاسی و اجتماعی مشخصی دست به رخنه کردن می‌زنند. حرکت‌های هکتیویسم بر پایهٔ این عقیده استوارند که استفاده به‌جا از کدهای رایانه‌ای می‌تواند نتایجی مشابه با نتایج حرکت‌های کنشگری یا نافرمانی مدنی داشته باشد.
در مقابل یک هکر مخرب که یک کامپیوتر را با اینترنت و به قصد سرقت اطلاعات خصوصی یا آسیب به دیگران هک می‌کند، هکتیویست‌ها در اشکالِ مشابه فعالیت‌های مخرب برای برجسته کردن اهداف سیاسی یا اجتماعی مشارکت می‌کنند. هکتیویسم یک استراتژی اینترنت فعال برای اعمال نافرمانی مدنی است. اعمال هکتیویسم ممکن است شامل تغییر ظاهر وب‌سایت، حملات انکار سرور (داس)، ریدایرکت، فیشینگ، سرقت اطلاعات، خرابکاری مجازی یا تحصن مجازی باشد.
هکتیویسم ممکن است توسط مخالفان مقررات کپی رایت یا علاقه‌مندان به دور زدن سانسور داده‌های الکترونیکی محدود شده، به کار گرفته شود. شاید هکتیویسم به اشتباه به‌عنوان تروریسم سایبری تفسیر شده است. هکتیویسم ابداع شد تا توضیح دهد که چگونه عمل مستقیم الکترونیکی موجب تغییرات اجتماعی از طریق تخصص برنامه‌نویسی و تفکر انتقادی می‌شود.

## روش‌ها
هکتیویست‌ها معمولاً به‌صورت ناشناس فعالیت می‌کنند. آن‌ها برای انجام عملیات خود، ممکن است ابزارهای جدیدی ایجاد کنند یا از انواع ابزارهای نرم‌افزاری موجود استفاده کنند. دسته‌ای از فعالیت‌های هکتیویستی شامل افزایش دسترسی دیگران به ابزارها برای انجام اقدامات آنلاین و هکتیویسم است.
برخی از اقدامات هکتیویست‌ها شامل موارد زیر است:
1. کد: از نرم‌افزارها و وب‌سایت‌ها می‌توان در جهت رسیدن به اهداف سیاسی استفاده کرد. برای مثال نرم‌افزار رمزگذاری PGP می‌تواند برای ایمن‌سازی ارتباطات استفاده شود. فیل زیمرمن - نویسندهٔ PGP - گفت که او ابتدا آن را در میان جنبش صلح منتشر کرد.[۹] جیم وارن اظهار کرد انتشار گسترده PGP در پاسخ به لایحه ۲۶۶ سنا که توسط سناتورهای بایدن و دی کانچینی نوشته شده بود، است که خواستار آن بود که: «... سیستم‌های ارتباطی به دولت اجازه می‌دهند تا محتوای متنی صوت‌ها، داده‌ها و سایر ارتباطات را به دست آورد…».[۱۰] ویکی‌لیکس نمونه‌ای از یک وب‌سایت با انگیزه سیاسی است. این وب‌سایت به دنبال ایجاد شفافیت در عملکرد دولت‌ها، سازمان‌ها و شرکت‌های بزرگ است.[۱۱]
2. Mirroring: در این روش با استفاده از ابزارها، یک کپی کامل از یک وب‌سایت ایجاد می‌شود و امکان دسترسی به محتواهای سانسور شدهٔ آن وب‌سایت را فراهم می‌کند.[۱۲]
3. ناشناس بودن: روشی برای صحبت با مخاطبان گسترده در مورد مسائل حقوق بشر، ظلم دولت‌ها و… که از ابزارهای مختلف وب مانند حساب‌های ایمیل رایگان یا یکبار مصرف، مخفی کردن IP و نرم‌افزارهای وبلاگ‌نویسی برای حفظ سطح بالایی از ناشناس بودن استفاده می‌کند.[۱۳]
4. Doxing: عملی که در آن اسناد و سوابق خصوصی یا محرمانه، هک شده و به‌صورت عمومی منتشر می‌شوند.[۱۴]
5. حملات انکار سرور (DoS): حملهٔ DoS به چندین روش انجام می‌شود. دو شکل کلی برای حملات DoS وجود دارد: آن‌هایی که سرویس‌ها را از کار می‌اندازد و آن‌هایی که سرویس‌ها را با بسته‌های سیل آسا غرق می‌کنند.[۱۵]
6. تحصن‌های مجازی: این روش مشابه حملات DoS است؛ با این تفاوت که به جای نرم‌افزار توسط افراد انجام می‌شود. در طی یک تحصن مجازی، صدها شخص تلاش می‌کنند تا به‌طور هم‌زمان و مکرر به یک وب‌سایت هدف دسترسی پیدا کنند. اگر این کار به درستی انجام شود، باعث می‌شود وب‌سایت هدف به کندی اجرا شود یا حتی به‌طور کامل از بین برود و از دسترس خارج شود.[۱۶]
7. تخریب وب‌سایت: حمله‌ای است که در آن ظاهر بصری وب‌سایت یا صفحهٔ وب را برای انتشار پیام‌هایی خاص تغییر می‌دهد.[۱۷]
8. تغییر مسیرهای وب‌سایت: این روش شامل تغییر آدرس یک وب‌سایت در سرور است؛ بنابراین بازدیدکنندگان احتمالی وب‌سایت به سایتی هدایت می‌شوند که برای جلوگیری از ورود افراد به وب‌سایت مورد هدف ایجاد شده است.[۱۸]
9. بمباران جغرافیایی (Geo-bombing): تکنیکی است که در آن کاربران شبکه هنگام ویرایش ویدیوهای یوتیوب، یک برچسب جغرافیایی (geo-tag) به آن‌ها اضافه می‌کنند تا مکان ویدیو در گوگل ارث قابل مشاهده باشد.[۱۹]
10. Protestware: استفاده از بدافزارها برای ترویج یک هدف یا اعتراض اجتماعی.[۲۰]

## برخی از فعالیت‌های مهم هکتیویست‌ها
- در اواخر دهه ۱۹۹۰ گروه «بلوندهای هنگ کنگ» با هدف قرار دادن شبکه‌های رایانه‌ای چینی، به شهروندان چینی کمک کرد تا بتوانند به وب‌سایت‌های مسدود شده دسترسی پیدا کنند.[۲۱] این گروه حفره‌هایی را در سیستم اینترنت چین، به‌ویژه در حوزه ارتباطات ماهواره‌ای شناسایی کرد. همچنین بلوندی وانگ - رهبر این گروه - برنامه‌هایی را برای حمله به شرکت‌های آمریکایی که با چین شریک بودند، شرح داد.[۲۲]
- در سال ۱۹۹۶ عنوان صفحهٔ اصلی وزارت دادگستری ایالات متحده به «وزارت بی عدالتی» تغییر یافت. تصاویر مستهجنی نیز در اعتراض به قانون نجابت ارتباطات به صفحه اصلی اضافه شد.[۲۳]
- در ژوئیه ۲۰۰۱ Hacktivismo که فرقه‌ای از گروه «گاو مرده» بود، اعلامیهٔ Hacktivismo را صادر کرد. این یک کد رفتاری برای کسانی بود که در هکتیویسم شرکت می‌کردند و اهداف جامعهٔ هکرها برای «توقف سانسور اینترنت تحت حمایت دولت» و همچنین حمایت از حقوق افراد برای «آزادی عقیده و بیان» را اعلام کرد.[۲۴]
- در جریان اعتراضات انتخاباتی ایران در سال ۲۰۰۹، انانیموس با راه‌اندازی وب‌سایت Anonymous Iran در انتشار اطلاعات در داخل و خارج از ایران نقش داشت.[۲۵] آن‌ها همچنین یک مانیفست ویدیویی برای دولت ایران منتشر کردند.
- گوگل با مهندسان SayNow و توییتر همکاری کرد تا در پاسخ به قطعی اینترنت تحریم شده توسط دولت مصر در جریان اعتراضات سال ۲۰۱۱، برای مردم مصر راه ارتباطی فراهم کند. نتیجه، سرویسی به نام Speak To Tweet بود که در آن پست صوتی باقی‌مانده از طریق تلفن، سپس از طریق توییتر با پیوندی به پیام صوتی در SayNow گوگل توییت می‌شد.
- در روز شنبه ۲۹ مه ۲۰۱۰، هکری که خود را «کاکا آرژانتینی» می‌نامید وب‌سایت دولت اوگاندا را هک و تصویری از آدولف هیتلر با صلیب شکسته که نماد حزب نازی بود، منتشر کرد.[۲۶]
- در ۲۰ ژوئن ۲۰۱۱، LulzSec آژانس جرایم سازمان‌یافته بریتانیا را هدف قرار داد که باعث شد مقامات بریتانیا این وب‌سایت را حذف کنند.[۲۷]
- در اوت ۲۰۱۱ یکی از اعضای انانیموس که با نام «الیور تاکت» فعالیت می‌کرد، کنترل وب‌سایت وزارت دفاع سوریه را به دست گرفت و یک پورتال وب دولتی اسرائیل را علاوه بر تغییر سرور پست الکترونیکی وب‌سایت به یکی از متعلقات نیروی دریایی چین اضافه کرد.[۲۸]
- در سال ۲۰۲۱، انانیموس پایگاه داده‌های شرکت میزبانی وب آمریکایی Epik را هک و اسناد آن را افشا کرد.
- در تلافی حملهٔ روسیه به اوکراین در سال ۲۰۲۲، انانیموس حملات سایبری متعددی را علیه سیستم‌های کامپیوتری روسیه انجام داد.[۲۹]

## مهم‌ترین گروه‌های هکتیویست

### ویکی‌لیکس
ویکی‌لیکس یک سازمان غیرانتفاعی و بین‌المللی است که به ارسال و افشای اسناد از سوی منابع ناشناس می‌پردازد. وبگاه ویکی‌لیکس در سال ۲۰۰۶ میلادی توسط جولیان آسانژ افتتاح شد.
اولین افشاگری قابل توجه توسط ویکی‌لیکس، انتشار اسناد مربوط به جنگ افغانستان بود. در ژوئیه ۲۰۱۰، ویکی‌لیکس بیش از ۹۲ هزار سند در مورد جنگ افغانستان منتشر کرد. مدیران وبگاه ویکی‌لیکس که اخبار پشت پرده را افشا می‌کنند، این اسناد را از طریق روزنامه‌های نیویورک تایمز آمریکا، گاردین بریتانیا و مجله اشپیگل آلمان در اختیار عموم قرار دادند. اسناد منتشر شده حاوی جزئیات دقیق جنگ افغانستان در سال ۲۰۰۴ تا ۲۰۱۰ بود.

### انانیموس

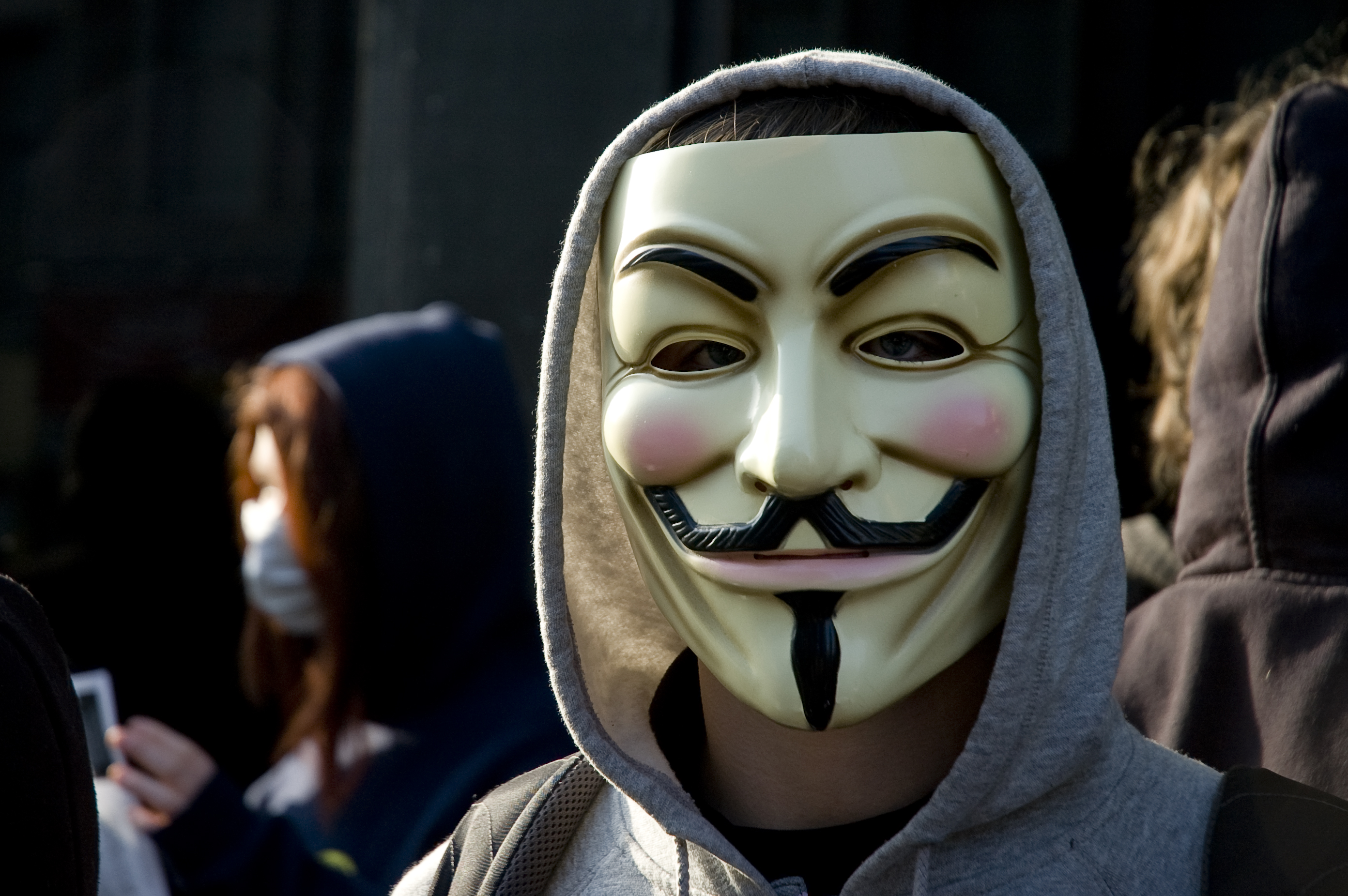
یک معترض که صورتک گای فاکس را به چهره زده است.

انانیموس به گروه و جنبش اجتماعی نامتمرکز از کنشگران و رخنه‌کنشگران بین‌المللی گفته می‌شود. این جنبش و گروه به‌طور ناشناس فعالیت می‌کند. شکل گرفتن این گروه به سال ۲۰۰۳ در وبگاه ۴چن برمی‌گردد. بنابر گفته خود این گروه، انانیموس جنبشی سیال است که هرکسی می‌تواند عضو آن شود. این جنبش بیشتر به دلیل حملات سایبری مختلف خود علیه چندین دولت، مؤسسات دولتی و سازمان‌های دولتی، ابر شرکت‌ها و کلیسای ساینتولوژی شناخته شده است. این گروه از صورتک گای فاکس به‌عنوان نماد انانیموس استفاده می‌کند.

### لولزسک LulzSec
در می ۲۰۱۱، پنج نفر از اعضای انانیموس گروه Lulz Security را تشکیل دادند که با نام LulzSec شناخته می‌شود. نام LulzSec از ترکیب اصطلاح عامیانه اینترنتی «lulz» به معنای خنده و «sec» به معنای امنیت گرفته شده است. اگرچه این گروه به اندازهٔ ویکی‌لیکس و انانیموس اهداف سیاسی را مورد هدف قرار نداده است، اما آن‌ها عقاید مشابهی در رابطه با آزادی اطلاعات دارند. یکی از حملات کاملاً سیاسی آن‌ها، هدف قرار دادن پلیس ایالت آریزونا در پاسخ به قوانین جدید مهاجرت بود. اولین حمله این گروه که توجه دولت را به خود جلب کرد، در سال ۲۰۱۱ بود؛ زمانی که آن‌ها به‌طور جمعی وب‌سایت FBI را از دسترس خارج کردند.

## اقدامات مرتبط

### پارازیت‌اندازی فرهنگی
هک کردن به‌عنوان نوعی پارازیت فرهنگ نیز توصیف شده است. این اصطلاح به عمل براندازی و انتقاد از فرمان‌های سیاسی و همچنین فرهنگ رسانه‌ای با هدف به چالش کشیدن وضعیت موجود اشاره دارد. پارازیت فرهنگی اغلب فرآیندهای فکری پنهانی است که با هدف افزایش آگاهی و همچنین ایجاد یک تغییر پارادایم در بینندگان انجام می‌شود. پارازیت فرهنگی به اشکال مختلفی از جمله هک بیلبورد، نفوذ به سیگنال پخش، اجراهای هنری موقت، تخلفات قانونی شبیه‌سازی شده، الگوهای رفتاری و هنرگرایی انجام می‌شود.

### هک رسانه
هک رسانه به استفاده از رسانه‌های الکترونیکی مختلف به روشی نوآورانه یا غیرمعمول به‌منظور انتقال پیام به تعداد زیادی از مردم اشاره دارد که عمدتاً از طریق شبکه جهانی وب انجام می‌شود. یکی از ابزارهای محبوب و مؤثر در هک رسانه، وبلاگ‌نویسی است؛ زیرا معمولاً توسط یک یا چند فرد مستقل کنترل می‌شود که تحت تأثیر احزاب خارجی قرار نمی‌گیرند.
هک رسانه برای اهداف سیاسی، معمولاً هم توسط احزاب سیاسی و هم از سوی مخالفان سیاسی انجام می‌شود. یک مثال خوب از این موضوع، انتخابات ۲۰۰۸ ایالات متحده است که در آن هر دو حزب دموکرات و جمهوری‌خواه از رسانه‌های مختلف برای انتقال پیام‌های مرتبط به مخاطبان استفاده کردند. در همان زمان، ناراضیان سیاسی از وبلاگ‌ها و دیگر رسانه‌های اجتماعی مانند توییتر استفاده کردند تا به‌صورت فردی به نامزدهای ریاست جمهوری واکنش نشان دهند. به‌طور کلی، سایت‌هایی مانند توییتر ابزارهای مهمی برای سنجش حمایت مردم از نامزدها هستند. اگرچه این سایت اغلب برای اهداف مخالف به جای نمایش حمایت مثبت استفاده می‌شود.
فناوری‌های تلفن همراه نیز برای اهداف سیاسی در معرض هک رسانه‌ای قرار گرفته‌اند. SMS به‌طور گسترده توسط مخالفان سیاسی به‌عنوان ابزاری برای سازماندهی سریع و مؤثر معترضان برای اقدامات سیاسی استفاده شده است. این امر در فیلیپین بسیار مؤثر بوده است؛ جایی که هک رسانه‌های پیامکی دو بار تأثیر مهمی بر انتخاب یا برکناری روسای جمهور این کشور داشته است.

### هک واقعیت
هک واقعیت به هر پدیده‌ای گفته می‌شود که از استفاده غیرخشونت‌آمیز از ابزارهای دیجیتالی غیرقانونی یا مبهم قانونی برای دستیابی به اهداف خرابکارانه سیاسی، اجتماعی یا فرهنگی پدید می‌آید. این ابزارها شامل تخریب وب‌سایت، تغییر مسیر URL، حملات انکار سرویس، سرقت اطلاعات، تقلید از وب‌سایت (mirroring)، تحصن مجازی و خرابکاری مجازی است.